# Бирляйн, Бригитте
Бриги́тте Би́рляйн (нем. Brigitte Bierlein; 25 июня 1949, Вена, Австрия — 3 июня 2024, Вена) — австрийский юрист, политический и государственный деятель, с 3 июня 2019 по 7 января 2020 года канцлер в служебном (временном) правительстве Австрии.

## Биография
Родилась в 1949 году в городе Вена. Там же окончила школу, и поступила в III Венскую федеральную гимназию. Затем окончила юридический факультет Венского университета. В 1971 году получила степень доктора юридических наук.
Была генеральным адвокатом прокуратуры, главным прокурором государства в период с 1990 по 2002 год, и членом исполнительного совета Международной ассоциации прокуроров с 2001 по 2003 год.
В 2003 году Бирляйн стала членом Конституционного суда Австрии. С января 2018 года она возглавила его, став первой женщиной, занявшей эту должность.
Умерла 3 июня 2024 года от непродолжительной болезни в возрасте 74 лет.

## Временный канцлер
После вынужденной отставки канцлера Себастьяна Курца в связи со скандалом Ибица-гейт 30 мая 2019 года Бирляйн было поручено сформировать и возглавить переходное правительство Австрии до следующих общенациональных выборов в сентябре 2019 года. 3 июня парламент утвердил её на эту должность, и, таким образом, она стала первой и единственной женщиной на этой должности в Австрии и первым независимым кандидатом с 1920-х годов (после Йохана Шобера).
7 января 2020 года Себастьян Курц (ÖVP) снова занял должность федерального канцлера Австрии.